# Contea di Yiliang (Zhaotong)
La contea di Yiliang  (彝良县S, Yíliáng XiànP) è una contea della Cina, situata nella provincia di Yunnan e amministrata dalla prefettura di Zhaotong.